# 趙中豪
趙中豪（Zhao Zhonghao，1995年8月8日—），是一名中國射擊運動員，出身於浙江省杭州市富陽區，曾獲得2013年亞洲青年射擊錦標賽男子50米步槍三姿冠軍。

## 外部連結
- ISSF （页面存档备份，存于）